# Гимараес, Валтер
Валтер Гимараес (порт. Walter Guimarães; 21 марта 1912 или 17 мая 1913, Рио-де-Жанейро — 21 февраля 1979), более известный под именем Валдир (порт. Waldyr) — бразильский футболист, центральный защитник, выступал за сборную Бразилии, за которую провёл шесть матчей.
С 1931 по 1934 год Валдир выступал за «Ботафого», в составе которой выиграл два чемпионата Федерального округа Бразилии.

## Награды и достижения
- Чемпион Федерального округа (1891—1960) (2): 1933, 1934